# Fasta Åland
Fasta Åland (Fins: Manner-Ahvenanmaa of Ahvenanmanner) is het hoofdeiland en het grootste eiland van Åland, een autonome provincie van Finland. De hoofdstad Mariehamn ligt op dit eiland; 90% van de inwoners van Åland woont hier. De eilanden Eckerö, Lemland en Lumparland zijn met bruggen aan het hoofdeiland verbonden en worden doorgaans ook tot Fasta Åland gerekend.

## Geografie
Fasta Åland heeft een oppervlak van 685 km² en is daarmee het op twee na grootste eiland van Finland.
Het omvat meer dan 70% van het totale landoppervlak van Åland. De grootste afstand van noord naar zuid bedraagt circa 50 kilometer; de grootste afstand oost-west bedraagt zo'n 45 km.
Fasta Åland wordt aan alle zijden ingesneden door diepe baaien en omgeven door duizenden eilanden en scheren. In het oosten van het eiland ligt een baai met een diameter van 9 km: Lumparn. Dit is een 1 miljard jaar oude inslagkrater van een meteoriet. In het noorden van het eiland bevindt zich de hoogste top van Åland, de 129,1 m. hoge Orrdalsklint.
Hoofdeiland: Eckerö · Finström · Geta · Hammarland · Jomala · Lemland · Lumparland · Mariehamn · Saltvik · Sund

Aparte archipels: Brändö · Föglö · Kökar · Kumlinge · Sottunga · Vårdö